# Valico di San Pelagio
Il valico di San Pelagio è un valico di frontiera fra l'Italia e la Slovenia.
Collega le località di San Pelagio (in comune di Duino-Aurisina, nell'ex provincia di Trieste) e di Goriano (Gorjansko) (in comune di Comeno). Da parte slovena è chiamato valico confinario di Goriano (mejni prehod Gorjansko).

## Descrizione
Il valico, da parte italiana, è detto di San Pelagio, dal nome della località, posta all'interno del comune di Duino-Aurisina, situata a circa 3 chilometri a sud dal valico stesso. Il valico si trova in una zona boschiva (denominata Žekenc), nei pressi del Prečni vrh. Il valico era noto anche come valico di Precenico di Comeno, dal nome di un'altra località del comune di Duino-Aurisina, vicina al valico stesso. Il nome sloveno è dato dalla località di Goriano, situata a circa 5 chilometri a nord del valico.
Su di esso termina l'ex strada provinciale 6 di San Pelagio, che parte dalla periferia di Prosecco. Da parte slovena vi termina la strada 617, proveniente da Goriano.
Il valico è caratterizzato dal traffico locale. Dispone di un ampio piazzale sul lato italiano.

## Storia

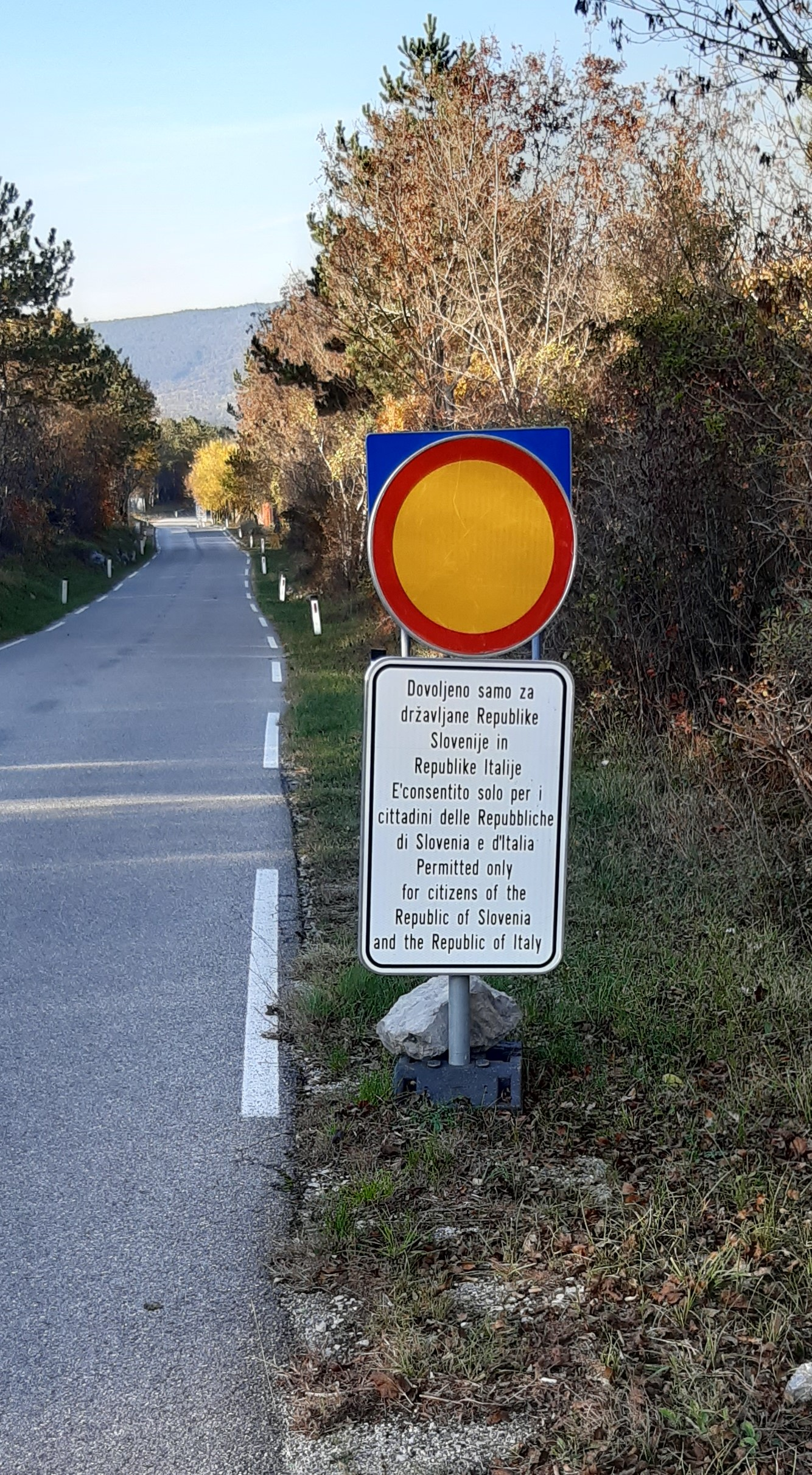
Tabella posta sul versante sloveno del valico, che indica le restrizioni al passaggio, nel corso della pandemia da COVID-19.

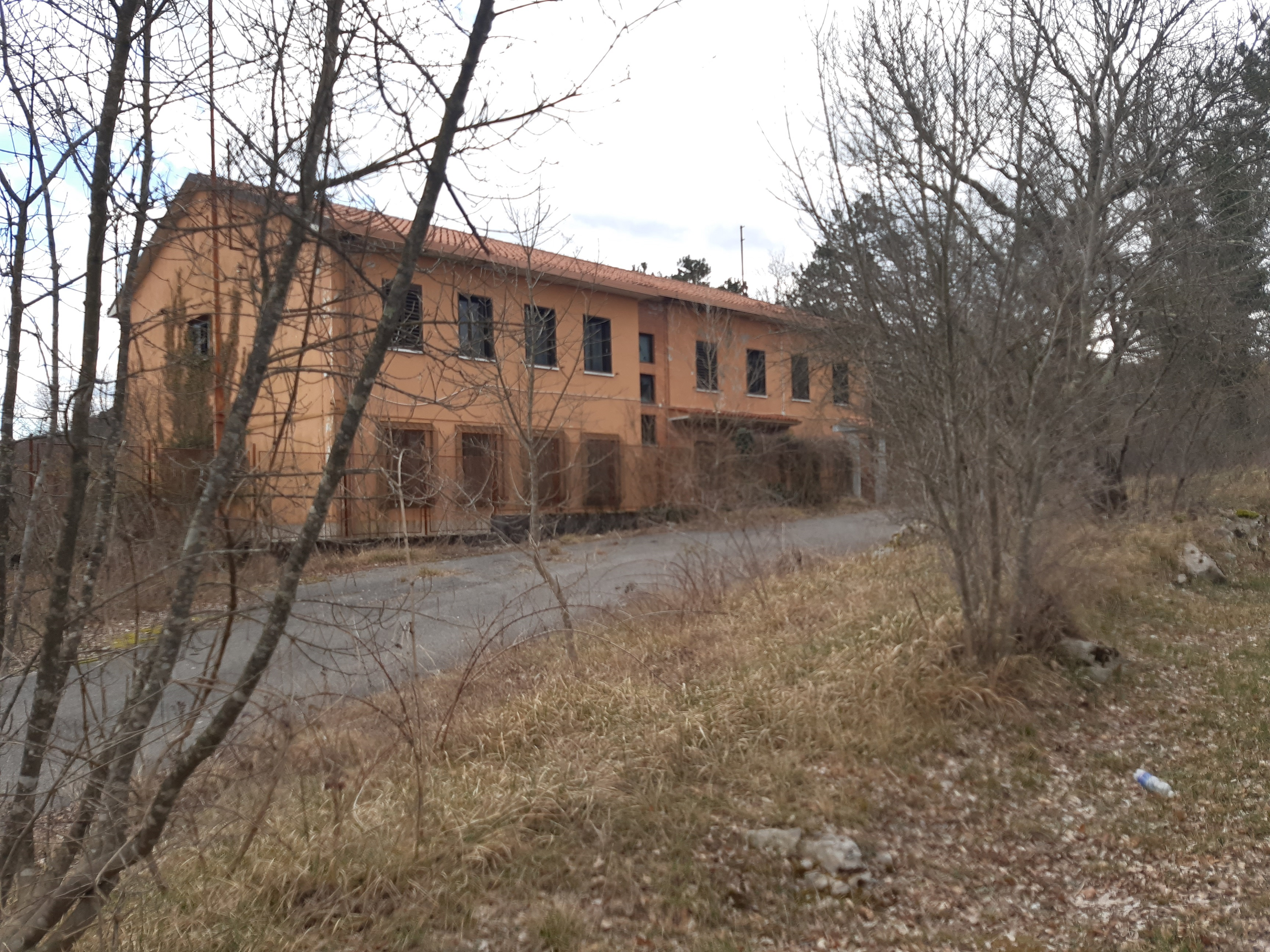
L'edificio adibito, un tempo, a caserma dei Carabinieri, sito nei pressi del valico.

Il valico è stato istituito nel 1947, a seguito della modifica del confine orientale dell'Italia, disegnata dal trattato di Parigi. Tra le due guerre mondiali il luogo rappresentava il confine tra il comune di Duino-Aurisina e quello di Comeno e tra le province di Trieste e Gorizia.
Fino al 1954 fu valico tra la zona A del Territorio Libero di Trieste e la Jugoslavia. Con l'annessione della zona A alla Repubblica italiana il valico divenne di frontiera tra l'Italia e la Jugoslavia. 
Era un valico di seconda categoria, ovvero poteva essere superato dalle persone dotate di apposito lasciapassare, che era concesso ai soli residenti in aree nei pressi del confine tra i due Paesi. Il valico era soggetto al controllo della Brigata di Aurisina della Guardia di Finanza, fino alla soppressione della brigata stessa, avvenuta nel 2005.
Nel 1970 il traffico venne indicato, secondo i dati della Camera di commercio di Trieste, in 679.289 passaggi, che aumentò, nel 1973, a 1.360.632, per poi calare, nel 1975, a 819.450. Il calo venne imputato, tra le varie cause, all'andamento del cambio fra lira italiana e dinaro jugoslavo.
Nel corso della guerra d'indipendenza slovena, il 2 luglio 1991, il valico, sul lato jugoslavo, venne attaccato dalla Forza di difesa territoriale (Teritorijalna odbrana) slovena, che occupò la struttura e prese prigionieri alcuni membri dell'Armata popolare jugoslava. Col termine del conflitto la Slovenia subentrò alla Jugoslavia.
Nel 1992 le amministrazioni comunali di Duino-Aurisina, Sgonico e Sesana avanzarono la proposta di elevare il valico a status internazionale, ovvero libero per tutti i possessori di documenti validi per l'espatrio, e non solo per i titolati di lasciapassare, escludendo però il traffico merci. Tale richiesta si inseriva nel progetto del governo italiano di rendere internazionale uno dei valichi posti tra Gorizia e Fernetti.
Con l'entrata della Slovenia nell'area Schengen, il 21 dicembre 2007, l'accesso al valico è stato liberalizzato. In occasione dell'entrata in vigore dell'accordo, presso il valico, venne organizzata una cerimonia celebrativa.
Già dal 1º maggio 2004 era stata introdotta la possibilità di transitare attraverso il valico anche con la carta d'identità, e non solo col lasciapassare rilasciato ai transfrontalieri. Il valico rimase comunque aperto solo nelle ore diurne fino al 21 dicembre 2007, anche se già nell'estate del 2005 venne ampliata l'apertura del valico fino a mezzanotte, nei fine settimana. Dal 2005 il valico rimase l'unico della provincia ancora controllato dai Carabinieri.
Inoltre, dal 1º febbraio 2006, solo la polizia italiana proseguì nel controllo dei documenti per le persone che transitavano al valico. Poco dopo l'entrata in vigore dell'accordo di Schengen venne chiusa la caserma dei Carabinieri, posta a poche decine di metri dal valico.
Nel 2013 la Provincia di Trieste finanziò la risistemazione della pavimentazione stradale del valico.
Dall'11 marzo 2020 le autorità slovene, al fine di prevenire un aumento del numero dei contagi da COVID-19, stante la situazione italiana, decidono di incrementare i controlli sanitari al confine, lasciando aperti solo i valichi più importanti. Il valico di San Pelagio viene perciò chiuso provvisoriamente alla circolazione, fino al 15 giugno successivo.
Dal 29 marzo 2021 il valico viene nuovamente chiuso, per la recrudescenza dell'epidemia in Slovenia, dopo che nei giorni precedenti ne era già stata limitata l'apertura oraria. Il 28 aprile successivo il valico viene riaperto.